# Chiesa di St Andrew Undershaft
La chiesa di St Andrew Undershaft è una chiesa anglicana nella City di LOndra, il nucleo storico e il centro finanziario della Londra moderna. Si trova su St Mary Axe, all'interno del rione di Aldgate, ed è un raro esempio di chiesa cittadina sopravvissuta sia al Grande incendio che al Blitz.
L'edificio attuale è stato costruito nel 1532, ma nel sito esisteva una chiesa dal XII secolo. Oggi la chiesa di St Andrew Undershaft è amministrata dalla vicina chiesa di St Helen's Bishopsgate.

## Storia

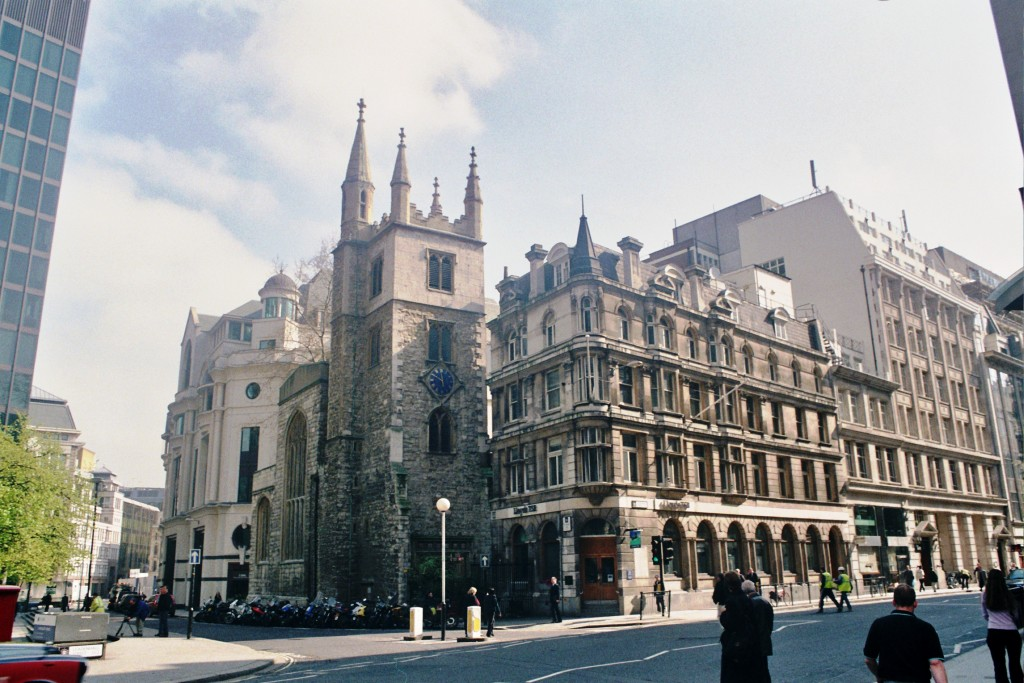
La chiesa di St Andrew Undershaft nel 2001

La prima chiesa sul sito, che oggi confina con St Mary Axe e Leadenhall Street, fu costruita in epoca medievale, essendo registrata nel 1147. Fu ricostruita nel XIV secolo e nuovamente nel 1532; questa terza costruzione dell'edificio sopravvive ancora oggi. È in stile gotico perpendicolare con l'ingresso situato alla base della sua torre decentrata. L'interno è diviso in sei campate, con molti degli arredi originali sopravvissuti alla ristrutturazione vittoriana. In precedenza aveva una delle poche grandi vetrate sopravvissute a Londra, installata nel XVII secolo, ma fu distrutta nello scoppio del Baltic Exchange nel 1992.

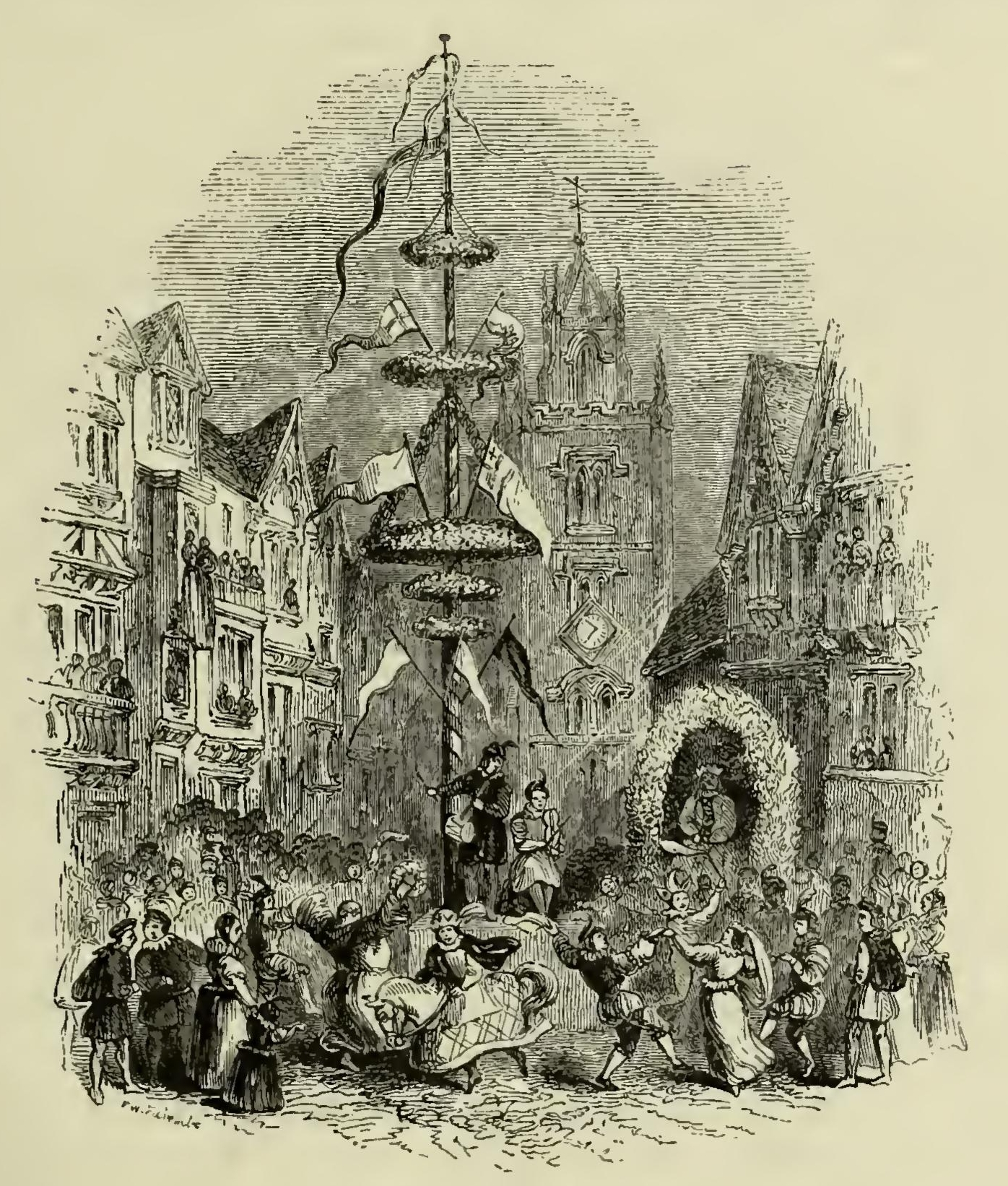
1841 illustrazione del palo di maggio Undershaft

Il curioso nome della chiesa deriva dal fusto dell'albero di maggio che tradizionalmente veniva allestito ogni anno di fronte alla chiesa. L'usanza continuò ogni primavera fino al 1517, quando le rivolte studentesche posero fine ad essa, ma lo stesso albero di maggio sopravvisse fino al 1547 quando fu sequestrato da una folla e distrutto come "idolo pagano". Secondo John Stow, il cronista che è sepolto qui, lo fecero "sollevare dai ganci su cui rimase per trentadue anni, segato a pezzi e bruciato".
La chiesa di St Andrew Undershaft è ora amministrata dalla vicina chiesa di St Helen's Bishopsgate ed è stata designata come edificio di interesse storico culturale il 4 gennaio 1950.
La torre contiene un gruppo di sei campane in chiave di Sol, con quella tenore che è stata inserita nel 1597 da Robert Mot. Queste sono ora non funzionanti (possono essere suonate solo occasionalmente) all'interno della torre.